# ヘイベリアダ (コルベット)
ヘイベリアダ（トルコ語: TCG Heybeliada、ペナント・ナンバーF-511）は、MILGEM計画（MİLGEM Projesi）により建造されたトルコ海軍のアダ級コルベットのネームシップ。艦名のヘイベリアダは、ヘイベリ島のトルコ語表記である。
艦艇を国産化するMILGEM計画の一環である対潜艦のプロトタイプとして建造され、50社により国産化率65%を達成している。
前方に76mm砲、後部の格納庫上にCIWSとしてRAM 21連装発射機、その左右にASELSAN製のRWSにマウントされた12.7mm機銃が位置している。
トルコ海軍の顔である。